# Portræt (film fra 1915)
 For alternative betydninger, se Portræt (flertydig). (Se også artikler, som begynder med Portræt)
Portræt (russisk: Портрет) er en russisk film fra 1915 af Vladislav Starevitj.

## Medvirkende
- Andrej Gromov
- Ivan Lazarev